# Blahodatne
Blahodatne (ukrainisch Благодатне; russisch Благодатное/Blagodatnoje) ist eine Siedlung städtischen Typs im Osten der Ukraine in der Oblast Donezk mit etwa 1200 Einwohnern.

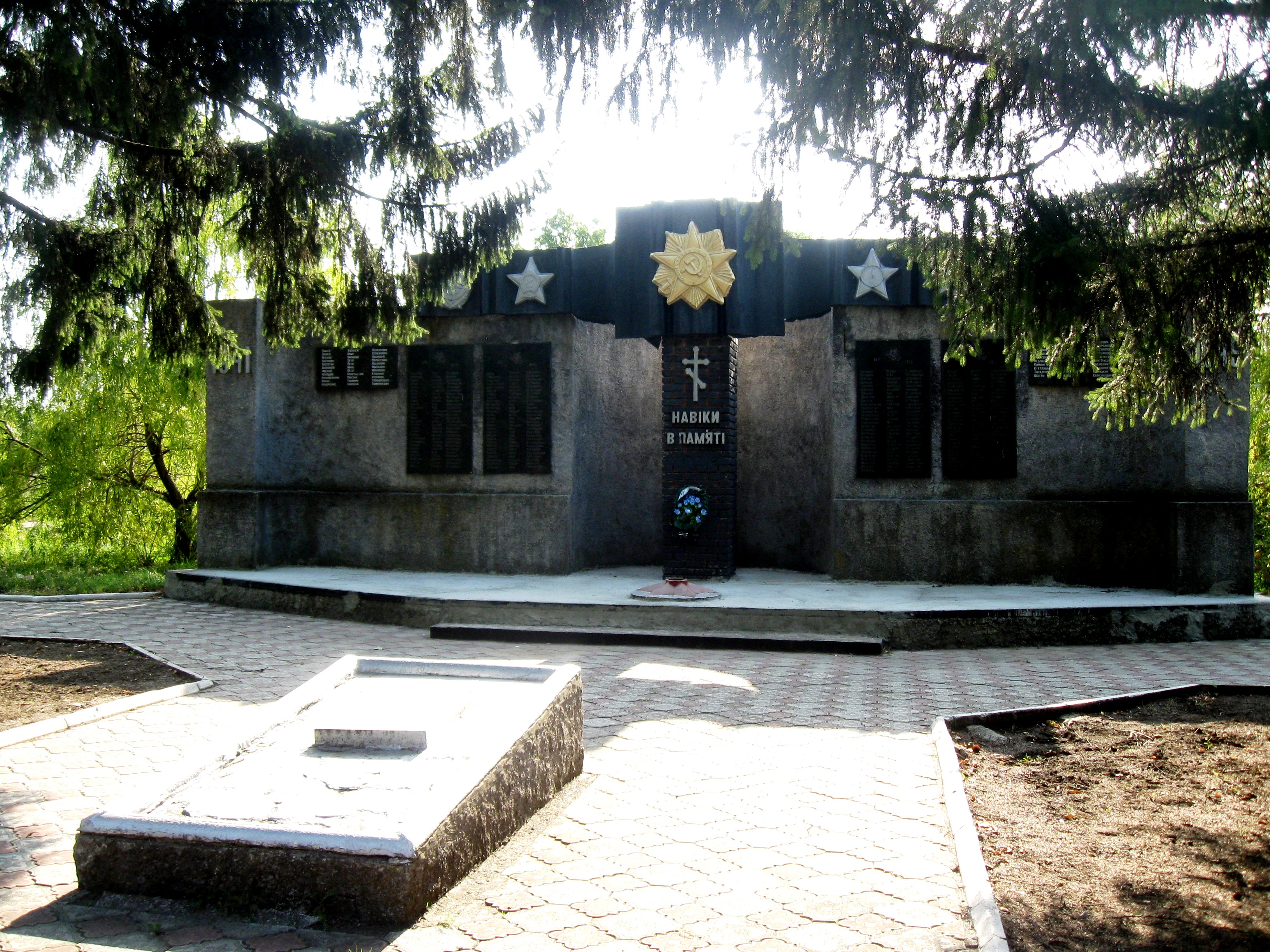
Denkmal im Ort

Die Siedlung städtischen Typs befindet sich im Norden des Rajons Wolnowacha, westlich der Bahnstrecke von Donezk nach Mariupol, etwa 12 Kilometer nordwestlich vom Rajonszentrum Wolnowacha und 43 Kilometer südwestlich vom Oblastzentrum Donezk entfernt am Fluss Kaschlahatsch (Кашлагач) gelegen.
Der Ort wurde 1840 gegründet und erhielt 1938 den Status einer Siedlung städtischen Typs.
Im November 2014 gab es Kampfhandlungen im Verlauf des Ukrainekrieges beim Ort, er verblieb aber in der Hand ukrainischer Truppen.
Am 12. Juni 2020 wurde die Siedlung ein Teil neugegründeten Siedlungsgemeinde Olhynka, bis dahin bildete sie zusammen mit der Siedlung städtischen Typs Hrafske die gleichnamige Siedlungsratsgemeinde Blahodatne (Благодатненська селищна рада/Blahodatnenska selyschtschna rada) im Osten des Rajons Wolnowacha.
Während des russischen Überfalls auf die Ukraine befand sich der Ort dicht an der Front und wechselte daher mehrmals die Seiten. Am 31. Januar 2023 wurde der Ort von Soldaten der Gruppe Wagner eingenommen.